# Bitva u Moravské Třebové
Bitva u Moravské Třebové byla válečným střetem mezi moravským oddíly tzv. Poděbradské jednoty loajálnímu Jiřímu z Poděbrad a jednotkami Jana Koldy II. ze Žampachu během politických a náboženských sporů v českých zemích v rámci období tzv. Pohusitského interregia. Odehrála se začátkem roku 1449, patrně v únoru, v okolí města Moravská Třebová na severozápadní Moravě a skončila porážkou oddílů Poděbradské jednoty.

## Pozadí
24. června 1448 byla na sjezdu v Kutné Hoře založena Poděbradská jednota, politická strana českých kališníků, prosazující do čela politicky rozvrácených Čech šlechtice Jiřího z Poděbrad. Její jádro tvořili členové tzv. východočeského kališnického ladfnýdu, vojenského svazu někdejších husitských bojovníků pod vedeným Hynce Ptáčkem z Pirkštejna, po jehož smrti roku 1444 se do jeho vedení postavil Jiří z Poděbrad. Vojsko Poděbradské jednoty pak 3. září 1448 s devítitisícovým vojskem po menších bojích obsadilo Prahu, Poděbrad se ujal správcovství země a byly zahájeny pokusy o rozhovory s dalšími, především katolickými oponenty z řad domácí šlechty.   
Vedle zástupců katolické, především pak jihočeské, šlechty, zformované začátkem roku 1449 s názvem Strakonická jednota pod vedením Oldřicha II. z Romžmberka, pak vůči Jiřímu začali vykonávat ozborojený odpor také Bedřich ze Strážnice, sídlící na Kolínsku, a také Jan Kolda z Žampachu, majitel Náchoda, poražení hejtmani radikálních husitů z bitvy u Lipan, kteří vůči Jiřímu vedli soustavný vojenský odpor. Roku 1440 se společně a také s dalšími spojenci neúspěšně pokusili přepadnout Prahu.  

## Bitva
V rámci těchto bojů uvádějí historické prameny uskutečnění bojového střetu v okolí města Moravská Třebová, které bylo léním městem Jiřího z Poděbrad. Jan Kolda na město se svými oddíly patrně zaútočil a v polním střetu jednotky loajální Poděbradské jednotě porazil. Ty byly tvořeny především oddíly moravské šlechty příslušící k Poděbradské jednotě. Patrně šlo o jednotky Smila z Drňovic a Vaňka z Trnavky, kteří mířili podpořit boje proti Koldovi a Bedřichu ze Strážnice ve východních Čechách, které uvádí František Palacký ve svém letopisu Dějiny národu českého v Čechách a v Moravě. O bitvě se jinak zachovalo jen velmi málo informací. Bedřich ze Strážnice, Koldův věrný spojenec, se jí neúčastnil, neboť s koncem roku 1448 plenil Poděbradsko a odrazil útok jednotek Jiřího z Poděbrad vedené Janem Pardusem, Zdeňkem ze Švabenic a Janem z Honbic na Kolín. 
Bitva je letopisci datována na začátek roku 1449, patrně pak na únor, což by odpovídalo souhře dalších okolností. Došlo k ní nejspíš souběžně, případně pak po datu úmrtí nejvyššího českého purkrabího Menharta II. z Hradce, zemřelého během věznění z rozkazu Jiřího z Poděbrad. Střetu této velikosti se v dobovém kontextu mohlo celkově účastnit několik set, maximálně několik tisíc bojovníků. 

## Důsledky
Jelikož však vojska Poděbradské jednoty pod vedením Mrzáka z Miletínka stačila oblehnout Náchod a další Koldovy statky ve východních Čechách. Jelikož Koldovi úspěch v Moravské Třebové nemohl zaručit převahu, jednal dál s možnými spojenci. Dne 10. dubna obě strany vyjednaly v Jindřichově Hradci roční příměří. Strakonická jednota byla poté 4. června 1450 poražena v bitvě u Rokycan a nucena podepsat Vlčtejnskou smlouvu, ozbrojené půtky se pak odehrávaly až do roku 1451. V roce 1452 byl i bez souhlasu Tábora, Koldy ze Žampachu, Bedřicha ze Strážnice a dalších Jiří z Poděbrad zvolen správcem země. Od krále Ladislava se Jiřímu roku 1453 podařilo získat Koldovy hrady Náchod a Homoli, jejichž vydání Kolda prodlužoval.  